# Parc științific

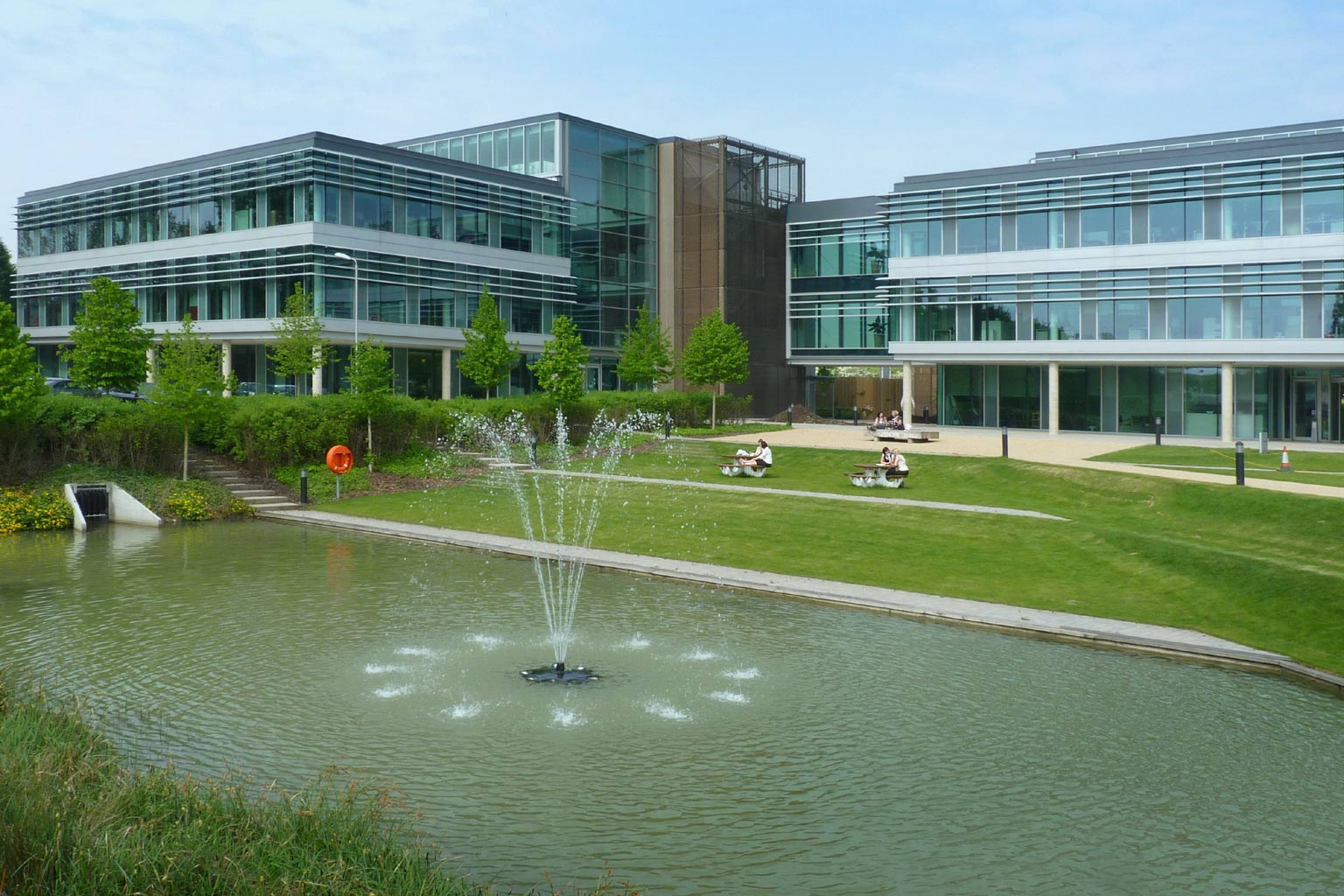
Cambridge Science Park din Anglia

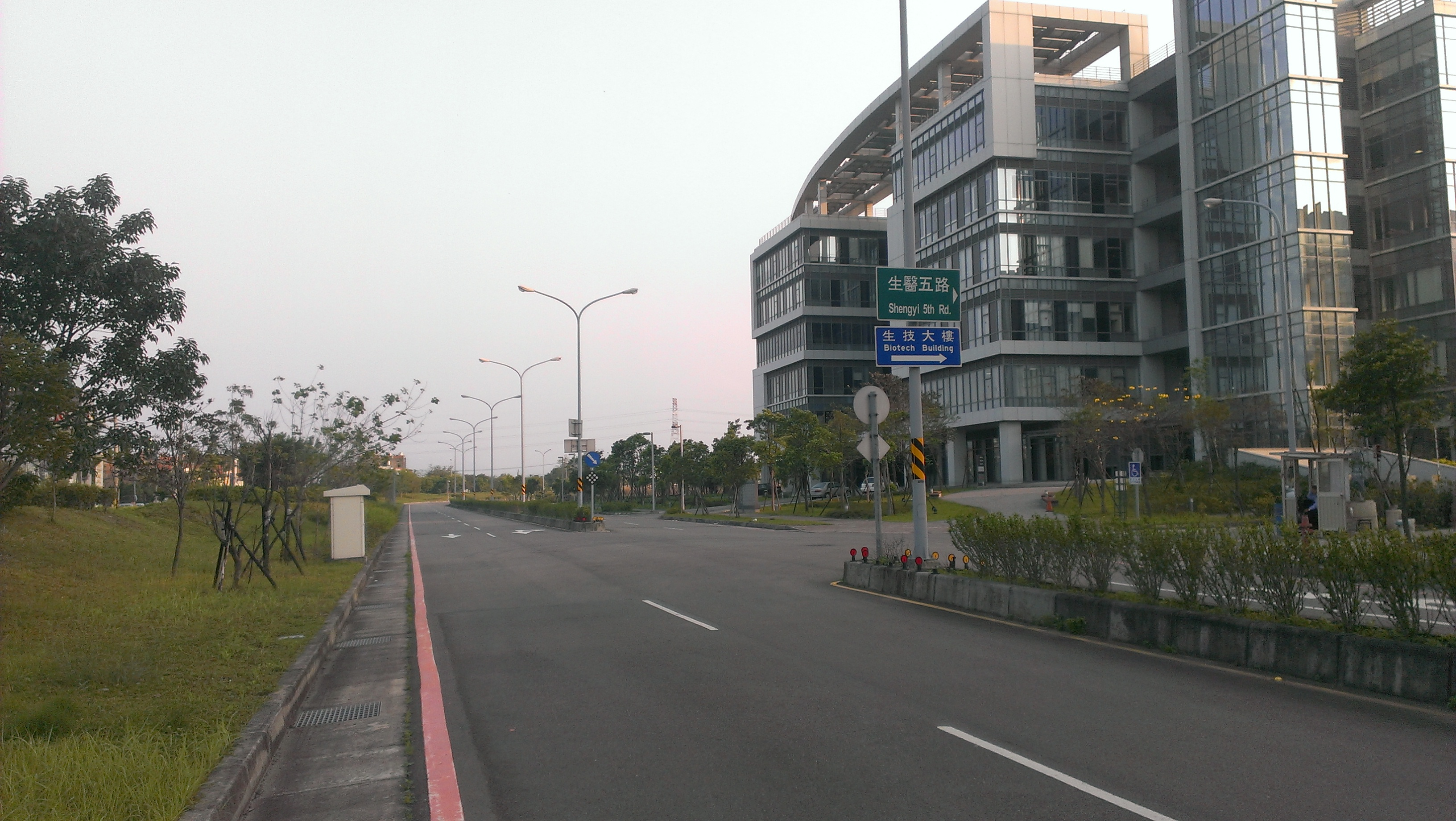
Hsinchu Biomedical Science Park din Taiwan

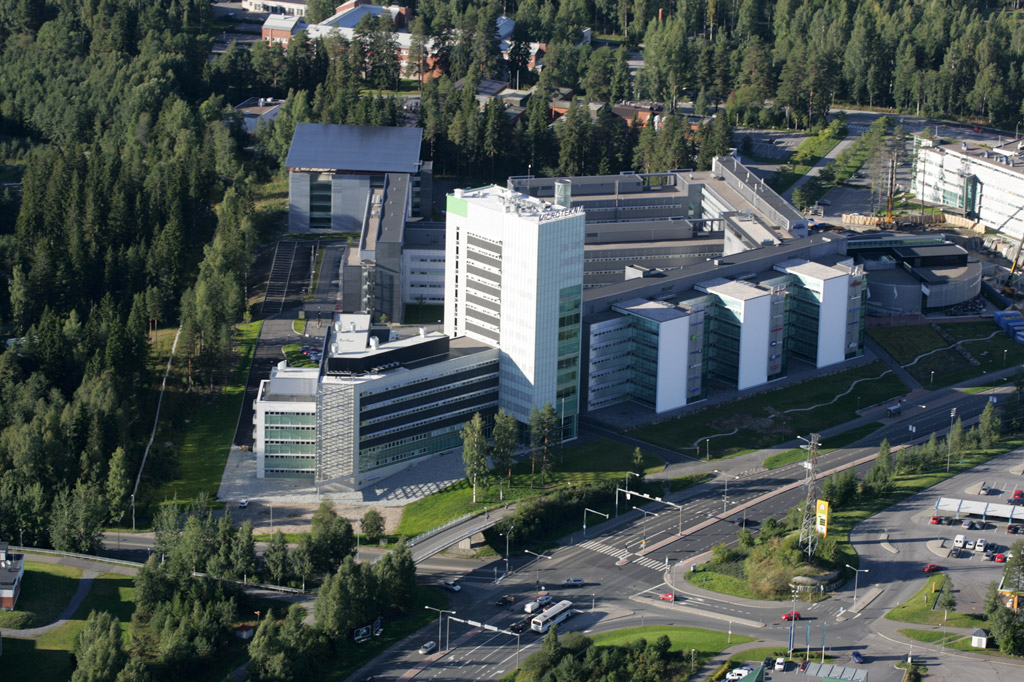
Kuopio Science Park din Finlanda

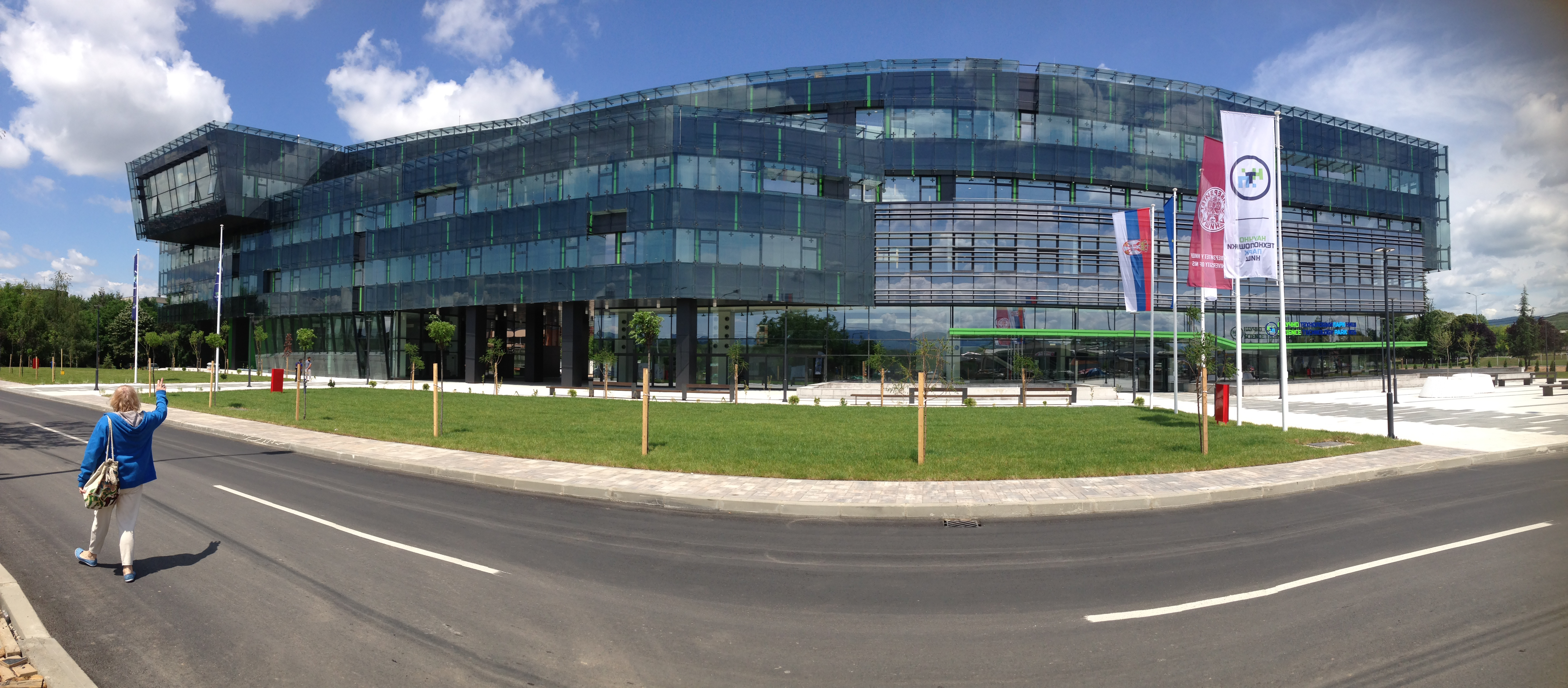
Parcul științific și tehnologic din Niš, Serbia

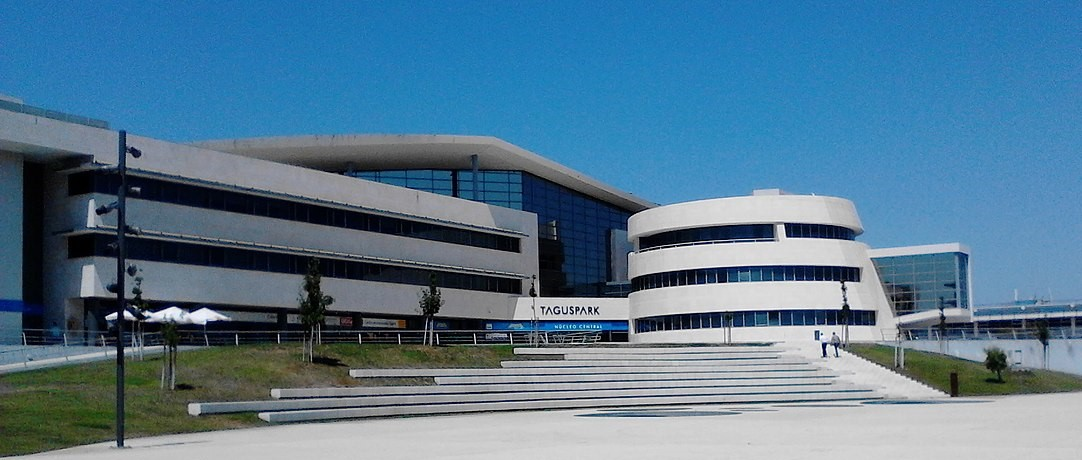
Centrul de congres Taguspark - Science and Technology Park, Região de Lisboa, Portugalia

Un parc științific (numit și „parc universitar de cercetare”, „parc tehnologic”, „tehnoparc”, „tehnopol” sau „parc științific și tehnologic” (STP)) este definit ca fiind o dezvoltare bazată pe proprietate care găzduiește și stimulează creșterea firmelor de chiriași și care este afiliată la o universitate (sau un guvern și organisme de cercetare private) bazate pe proximitate, proprietate și/sau guvernare. Acest lucru este astfel încât cunoștințele să poată fi împărtășite, inovația promovată, transferul de tehnologie, iar rezultatele cercetării pot fi transformate în produse comerciale viabile. Parcurile științifice sunt adesea percepute ca contribuind la dezvoltarea economică națională, stimulând formarea de noi firme de înaltă tehnologie, atragând investiții străine și promovând exporturile.